# Kristóf Polgár
Kristóf Polgár (sinh 28 tháng 11 năm 1996 ở Komárom) là một cầu thủ bóng đá Hungary hiện tại thi đấu cho Szombathelyi Haladás.